# Goudsche Voetbalbond
De Goudsche Voetbalbond was een regionale voetbalbond in Nederland.

## Geschiedenis
Bij de oprichting op 12 augustus 1905 namen elftallen van de clubs Voorwaarts (Schoonhoven), de Boskoopsche Voetbal Vereeniging en het tweede team van Olympia (Gouda) deel aan de Goudsche Voetbal Competitie.
De Goudsche Voetbal Competitie ressorteerde in 1908 onder de Rotterdamsche Voetbalbond. In 1996 werden alle onderbonden opgeheven door een herstructurering bij de KNVB.